# Master PDF Editor
Master PDF Editor ist ein PDF-Editor für Windows, Mac OS X und Linux. Er wird von dem russischen Unternehmen Code Industry Ltd entwickelt, das die kostenlose Nutzung der Linux-Version für nichtkommerzielle Zwecke erlaubt.
Der Master PDF Editor ermöglicht es, Text und Steuerelemente zu löschen oder hinzuzufügen. Außerdem können Formulare ausgefüllt werden. Mit Version 5 wurde der kostenlosen Version für Linux, im Vergleich zu Version 4.3.89, die Funktion genommen, Texte und Bilder in PDF-Dokumenten zu bearbeiten. Die ältere Version ist daher zusätzlich noch in manchen Repositories vorhanden.

## Rezeption
Für GIGA ist Master PDF Editor einer der besten Linux-PDF-Editoren. Für Chocolatey ist der PDF Editor eine unkomplizierte, einfach zu bedienende Anwendung für die Arbeit mit PDF-Dokumenten, die mit leistungsstarker Mehrzweck-Funktionalität ausgestattet ist.